# Coupe d'Union soviétique de football 1958
Navigation
Édition 1957 Édition 1959-1960
La Coupe d'Union soviétique 1958 est la 18e édition de la Coupe d'Union soviétique de football. Elle se déroule entre le 9 juin et le 2 novembre 1958.
La finale se joue le 2 novembre 1958 au Stade Lénine de Moscou et voit la victoire du Spartak Moscou, qui remporte sa sixième coupe nationale aux dépens du Torpedo Moscou. Le club effectue par la suite le doublé en remportant le championnat 1958 quelques jours après la finale.

## Format
Un total de 106 équipes prennent part à la compétition, cela incluant exclusivement les participants aux deux premières divisions soviétique, se répartissant en 12 clubs pour le premier échelon et 94 équipes pour le deuxième niveau.
Le tournoi se divise en deux phases. Dans un premier temps, une phase préliminaire est disputée entre les équipes de deuxième division, qui sont réparties en six groupes géographiques sous la forme de mini-tournois afin de déterminer un vainqueur pour chaque. Deux de ces clubs se qualifient ensuite pour la phase finale tandis que les quatre autres s'affrontent lors de matchs d'appuis afin de déterminer les deux derniers qualifiés.
La phase finale, qui concerne donc 16 équipes et voit l'entrée en lice des clubs de la première division, se divise quant à elle en quatre tours, à l'issue desquels le vainqueur de la compétition est désigné.
Chaque confrontation prend la forme d'une rencontre unique jouée sur la pelouse d'une des deux équipes. En cas d'égalité à l'issue du temps réglementaire d'un match, une prolongation est jouée. Si celle-ci ne suffit pas à départager les deux équipes, le match est rejoué ultérieurement.

## Phase finale

### Huitièmes de finale
Les rencontres de ce tour sont jouées entre le 25 août et le 8 octobre 1958.
| Date           | Locaux                              | Score | Visiteurs             |
| -------------- | ----------------------------------- | ----- | --------------------- |
| 25 août 1958   | Lokomotiv Krasnoïarsk (D2)          | 3 - 0 | (D1) Zénith Léningrad |
| 2 octobre 1958 | Pakhtakor Tachkent (D2)             | 2 - 1 | (D2) SKVO Lvov        |
| 5 octobre 1958 | Znamia Trouda Orekhovo-Zouïevo (D2) | 2 - 1 | (D1) Moldova Kichinev |
| 6 octobre 1958 | Dynamo Kiev (D1)                    | 0 - 4 | (D1) Spartak Moscou   |
| 7 octobre 1958 | Chakhtior Stalino (D1)              | 1 - 2 | (D1) Torpedo Moscou   |
| 7 octobre 1958 | Admiralteïets Léningrad (D1)        | 3 - 1 | (D1) Dinamo Tbilissi  |
| 7 octobre 1958 | Dynamo Moscou (D1)                  | 2 - 1 | (D1) CSK MO Moscou    |
| 8 octobre 1958 | Krylia Sovetov Kouïbychev (D1)      | 0 - 2 | (D1) Lokomotiv Moscou |

### Quarts de finale
Les rencontres de ce tour sont jouées les 10 et 11 octobre 1958.
| Date            | Locaux                       | Score | Visiteurs                           |
| --------------- | ---------------------------- | ----- | ----------------------------------- |
| 10 octobre 1958 | Spartak Moscou (D1)          | 4 - 1 | (D2) Lokomotiv Krasnoïarsk          |
| 11 octobre 1958 | Admiralteïets Léningrad (D1) | 1 - 6 | (D1) Torpedo Moscou                 |
| 11 octobre 1958 | Lokomotiv Moscou (D1)        | 2 - 1 | (D2) Znamia Trouda Orekhovo-Zouïevo |
| 11 octobre 1958 | Pakhtakor Tachkent (D2)      | 0 - 2 | (D1) Dynamo Moscou                  |

### Demi-finales
Les rencontres de ce tour sont jouées les 26 et 27 octobre 1958.
| Date            | Locaux              | Score    | Visiteurs             |
| --------------- | ------------------- | -------- | --------------------- |
| 26 octobre 1958 | Spartak Moscou (D1) | 2 - 1    | (D1) Dynamo Moscou    |
| 27 octobre 1958 | Torpedo Moscou (D1) | 2 - 1 ap | (D1) Lokomotiv Moscou |

### Finale
| Titulaires :      |                         |
|                   |                         |
|                   | Valentin Ivakine (en)   |
|                   | Aleksei Paramonov       |
|                   | Anatoli Maslyonkin      |
|                   | Anatoli Soldatov (ru)   |
|                   | Viktor Tchistiakov (ru) |
|                   | Igor Netto              |
|                   | Ivan Mozer              |
|                   | Anatoli Isayev          |
|                   | Nikita Simonian         |
|                   | Sergueï Salnikov        |
|                   | Anatoli Iline           |
|                   |                         |
| Entraîneur :      |                         |
| Nikolaï Gouliaïev |                         |

| Titulaires :  |                         |    |
|               |                         |    |
|               | Albert Denisenko (ru)   |    |
|               | Aleksandr Medakine (en) |    |
|               | Viktor Choustikov       |    |
|               | Iouri Sokolov (ru)      |    |
|               | Aleksandr Grichine (ru) |    |
|               | Nikolaï Senioukov (ru)  |    |
|               | Slava Metreveli         |    |
|               | Valentin Ivanov         |    |
|               | Guennadi Goussarov      |    |
|               | Youri Faline            |    |
|               | Vitali Arboutov (ru)    | ?e |
|               |                         |    |
| Remplaçants : |                         |    |
|               | Oleg Sergueïev (ru)     | ?e |
|               |                         |    |
| Entraîneur :  |                         |    |
| Viktor Maslov |                         |    |

| Titulaires :      |                         |
|                   |                         |
|                   | Valentin Ivakine (en)   |
|                   | Aleksei Paramonov       |
|                   | Anatoli Maslyonkin      |
|                   | Anatoli Soldatov (ru)   |
|                   | Viktor Tchistiakov (ru) |
|                   | Igor Netto              |
|                   | Ivan Mozer              |
|                   | Anatoli Isayev          |
|                   | Nikita Simonian         |
|                   | Sergueï Salnikov        |
|                   | Anatoli Iline           |
|                   |                         |
| Entraîneur :      |                         |
| Nikolaï Gouliaïev |                         |

| Titulaires :  |                         |    |
|               |                         |    |
|               | Albert Denisenko (ru)   |    |
|               | Aleksandr Medakine (en) |    |
|               | Viktor Choustikov       |    |
|               | Iouri Sokolov (ru)      |    |
|               | Aleksandr Grichine (ru) |    |
|               | Nikolaï Senioukov (ru)  |    |
|               | Slava Metreveli         |    |
|               | Valentin Ivanov         |    |
|               | Guennadi Goussarov      |    |
|               | Youri Faline            |    |
|               | Vitali Arboutov (ru)    | ?e |
|               |                         |    |
| Remplaçants : |                         |    |
|               | Oleg Sergueïev (ru)     | ?e |
|               |                         |    |
| Entraîneur :  |                         |    |
| Viktor Maslov |                         |    |